# Cmentarz Montparnasse

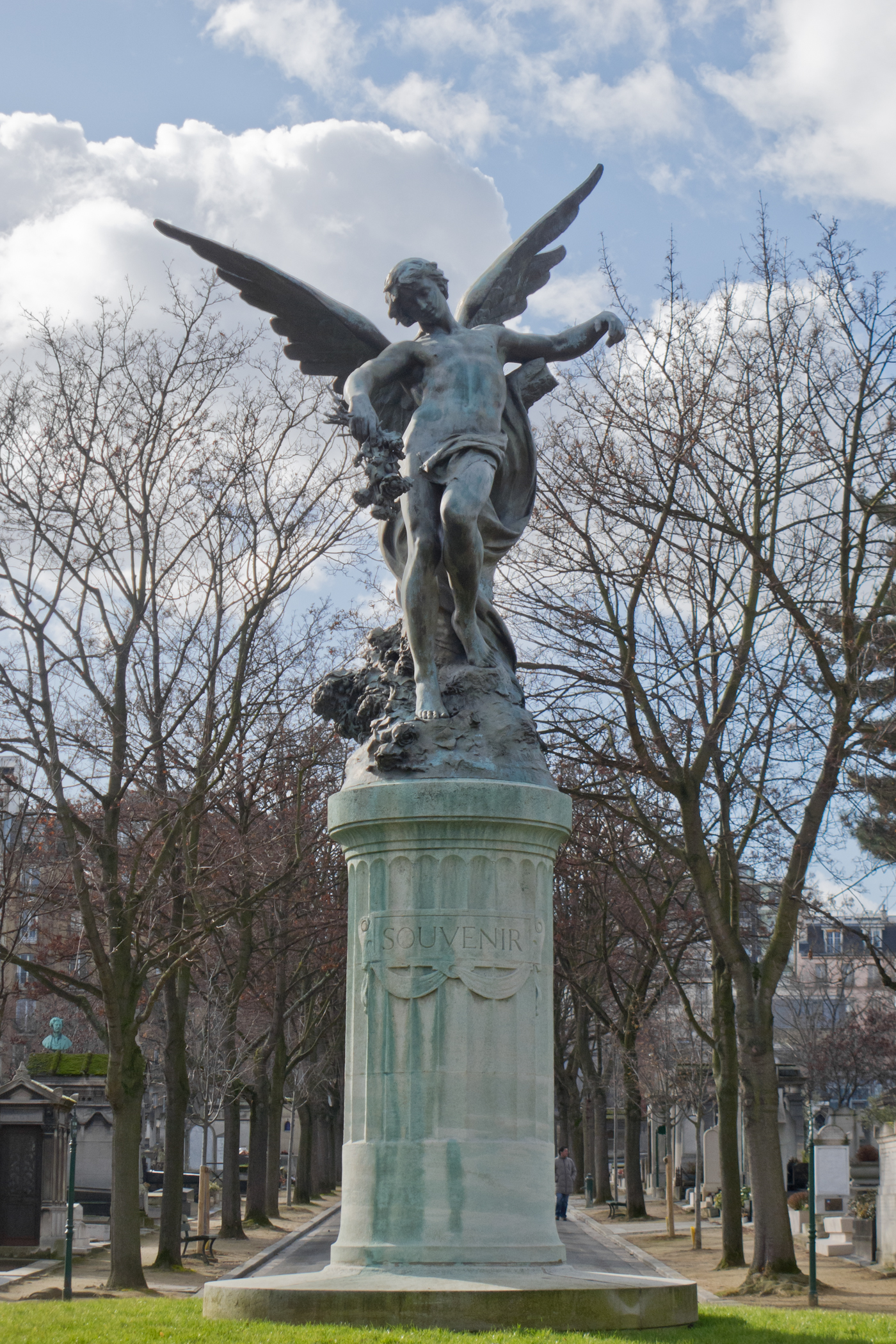
Génie du sommeil éternel

Cmentarz Montparnasse (fr. Cimetière du Montparnasse) jest jednym z najsławniejszych paryskich cmentarzy. Znajduje się w południowo-wschodnim fragmencie Paryża (Montparnasse) w XIV dzielnicy.
Został utworzony w roku 1824 na terenie trzech gospodarstw rolnych. Cmentarz początkowo znany był pod nazwą Le Cimetière du Sud.
Na cmentarzu Montparnasse chowana jest elita intelektualna i kulturalna Francji, jak również wydawcy i osoby, które promowały artystów. Znajdują się tu również pomniki policjantów i strażaków, którzy zginęli w czasie pełnienia służby na ulicach Paryża.

## Pochowani na Cmentarzu Montparnasse
- Aleksandr Alechin
- Jean-Michel Atlan
- Michele Arnaud
- Tina Aumont
- Georges Auric
- Théodore de Banville
- Frédéric Bartholdi
- Maryse Bastié
- Jane Bathori
- Szapur Bachtijar
- Charles Baudelaire
- Jean Baudrillard
- Simone de Beauvoir
- Jacques Becker
- Samuel Beckett
- Jean Béraud
- Emmanuel Berl
- Louis Gustave Binger,
- William-Adolphe Bouguereau
- Antoine Bourdelle
- Gérard Brach
- Constantin Brâncuși
- Brassaï
- Roger Caillois
- Jean Carmet
- Aristide Cavaillé-Coll
- Emmanuel Chabrier
- Jacques Chirac
- Christophe
- Emil Cioran
- André Citroën
- Antoni Clavé
- Gaspard-Gustave Coriolis
- Julio Cortázar
- Antoine Augustin Cournot
- Jules Dalou
- Pierre David-Weill
- Jacques Demy
- Robert Desnos
- Porfirio Díaz
- Alfred Dreyfus
- Jules Dumont d’Urville
- Marguerite Duras
- Émile Durkheim
- Robert Enrico
- Antoine Étex
- Henri Fantin-Latour
- Léon-Paul Fargue
- Ernest Flammarion
- César Franck
- Othon Friesz
- Charles Garnier
- Serge Gainsbourg
- Henry Gauthier-Villars
- François Gérard
- Mireille Hartuch
- Clara Haskil
- Jean-Antoine Houdon
- Joris-Karl Huysmans
- Roger Ibáñez
- Vincent d’Indy
- Eugène Ionesco
- Jean Robert Ipousteguy
- Joëlle
- Gustave Jundt
- Joseph Kessel
- Fernand Labori
- Henri Langlois
- Pierre Larousse
- Henri Laurens
- Alphonse Laveran
- Jean Henri Lefortier
- Philippe Léotard
- Jacques Lisfranc
- Charles Leconte de Lisle
- Émile Littré
- Baltasar Lobo
- Sylvia Lopez
- Pierre Louÿs
- Gaston Maspero
- Guy de Maupassant
- Catulle Mendès
- Adah Isaacs Menken
- André Meyer
- Mireille
- Maria Montez
- Max Nordau
- Philippe Noiret
- Mathieu Orfila
- Gérard Oury
- Adolphe Pegoud
- Symon Petlura
- Maurice Pialat
- Jules Henri Poincaré,
- Jean Poiret
- Visarion Puiu
- Edgar Quinet
- Anna Rajecka
- Jean Pierre Rampal
- Man Ray
- Serge Reggiani
- Jean-Marc Reiser
- Yves Robert
- Yves Rocard
- Frédéric Rossif
- François Rude
- Julio Ruelas
- Jean Sablon
- Charles Augustin Sainte-Beuve
- Camille Saint-Saëns
- Jules Sandeau
- Jean-Paul Sartre
- Claude Sautet
- Jean Seberg
- Delphine Seyrig
- Susan Sontag
- Jesús Rafael Soto
- Chaim Soutine
- Alina Szapocznikow
- Christophe Tarkos
- Boris Taslitzky
- Augustin Thierry
- Teofil (Ionescu)
- Tristan Tzara
- Roland Topor
- Henri Troyat
- Stanisław Ulam
- César Vallejo
- Urbain Le Verrier
- Louis Veuillot
- Louis Vierne
- Henri Wallon
- Adolphe Willette
- Wissarion (Puiu)
- Saúl Yurkievich
- Ossip Zadkine

## Polacy pochowani na Cmentarzu Montparnasse
- Anna Rajecka - malarka, miniaturystka, pierwsza polska twórczyni, która wystawiła swoje dzieła podczas Salonu paryskiego w 1791,
- Ignacy Czernik – członek Sprzysiężenia Wysockiego, oficer powstania listopadowego i węgierskiego
- Ludwik Mierosławski – generał, pisarz i poeta, działacz polityczny i narodowościowy, historyk wojskowości,
- Anna Pustowójtówna – uczestniczka powstania styczniowego i Komuny Paryskiej,
- Józef Konstanty Ramotowski – powstaniec z 1830 i 1863 roku, uczestnik polskiej emigracji we Francji
- Leonard Rettel – pisarz, poeta i tłumacz, działacz polityczny i narodowościowy, belwederczyk, ochotnik – kpt. w 20 Pułku Piechoty Liniowej w powstaniu listopadowym
- Jan Reszke – jeden z najwybitniejszych śpiewaków operowych
- Jerzy Szablowski – inżynier, pionier lotnictwa polskiego
- Alina Szapocznikow  – rzeźbiarka i graficzka.
- Emil Szlechter – adwokat, brat Emanula Szlechtera, znawca prawa starożytnego Bliskiego Wschodu
- Stanisław Ulam – matematyk, przedstawiciel Lwowskiej szkoły matematycznej, współtwórca pierwszej bomby wodorowej